# Serjania lethalis
Serjania lethalis là một loài thực vật có hoa trong họ Bồ hòn. Loài này được A. St.-Hil. miêu tả khoa học đầu tiên năm 1824.